# SN 2010T
SN 2010T – supernowa odkryta 25 stycznia 2010 roku w galaktyce A131447-1558. W momencie odkrycia miała maksymalną jasność 18,20m.